# Vsevolod Holoubovytch
Vsevolod Oleksandrovytch Holoubovytch (en ukrainien : Голубович Всеволод Олександрович) né en février 1885 à Poltava et mort le 16 mai 1939 à Iaroslavl, est un homme d'État, journaliste et ingénieur ukrainien. Il fut un membre éminent du Parti ukrainien des socialistes révolutionnaires et Premier ministre de la République populaire ukrainienne au sein de la Rada centrale.

## Biographie
Vsevolod Holoubovytch fut diplômé de l'Institut polytechnique de Kiev, il représenta le Parti ukrainien des socialistes révolutionnaires (UPSR) au sein de la Petite Rada et du Secrétariat général de la Rada centrale. En Janvier 1918, il a dirigea la première délégation de la République populaire ukrainienne, qui négocia le Traité de Brest-Litovsk. Du 30 janvier 1918 au coup d'état de l'hetman Pavlo Skoropadsky, il fut premier ministre et ministre des Affaires étrangères au sein du Conseil des ministres nationaux de la République populaire ukrainienne. Il fut emprisonné par le gouvernement de l'Hetmanat jusqu'à son renversement en décembre 1918. En 1919-1920, il publia son quotidien Trudova Hromada à  Kamianets-Podilskyï et Vinnytsia.
En 1921, un tribunal bolchévique le condamna à cinq ans de détention dans un camp de concentration avec d'autres membres du comité central du Parti ukrainien des socialistes révolutionnaires, mais il fut bientôt amnistié et présida le Conseil suprême de l'économie nationale de la RSS d'Ukraine jusqu'en 1931.
Il fut à nouveau arrêté en 1931, à Kharkiv, et condamné dans le procès du « Centre national ukrainien », une organisation qui n'a jamais existé. Il fut emprisonné à Iaroslavl, en RSFS de Russie, où il mourut en 1939.